# Vojvodovo (Chaskovo)
Vojvodovo (Bulgaars: Войводово) is een dorp in het zuiden van Bulgarije. Het is gelegen in de gemeente Chaskovo, oblast Chaskovo. Het dorp ligt hemelsbreed op 8 km van de stad Chaskovo en 205 kilometer ten zuidoosten van Sofia.

## Bevolking
De bevolking van Vojvodovo is in de periode 1934-2019 vrij stabiel gebleven. Het inwonersaantal bereikte in 1985 een maximum met 1.438 inwoners en is vanaf dat moment langzaam maar geleidelijk afgenomen.
|  |

Van de 1.200 inwoners reageerden er 1.150 op de optionele volkstelling van 2011. Van deze 1.150 respondenten identificeerden 643 personen zichzelf als Bulgaarse Turken (55,9%), gevolgd door 316 Roma (27,5%) en 189 etnische Bulgaren (16,4%). 2 respondenten (0,2%) gaven geen definieerbare etniciteit op of behoorden tot andere etnische groepen.
| Etniciteit   | Aantal | %     |
| ------------ | ------ | ----- |
| Bulgaren     | 189    | 16,4% |
| Turken       | 643    | 55,9% |
| Roma         | 316    | 27,5% |
| Overig       | 2      | 0,2%  |
| Respondenten | 1150   |       |